# Tractat d'Andelot

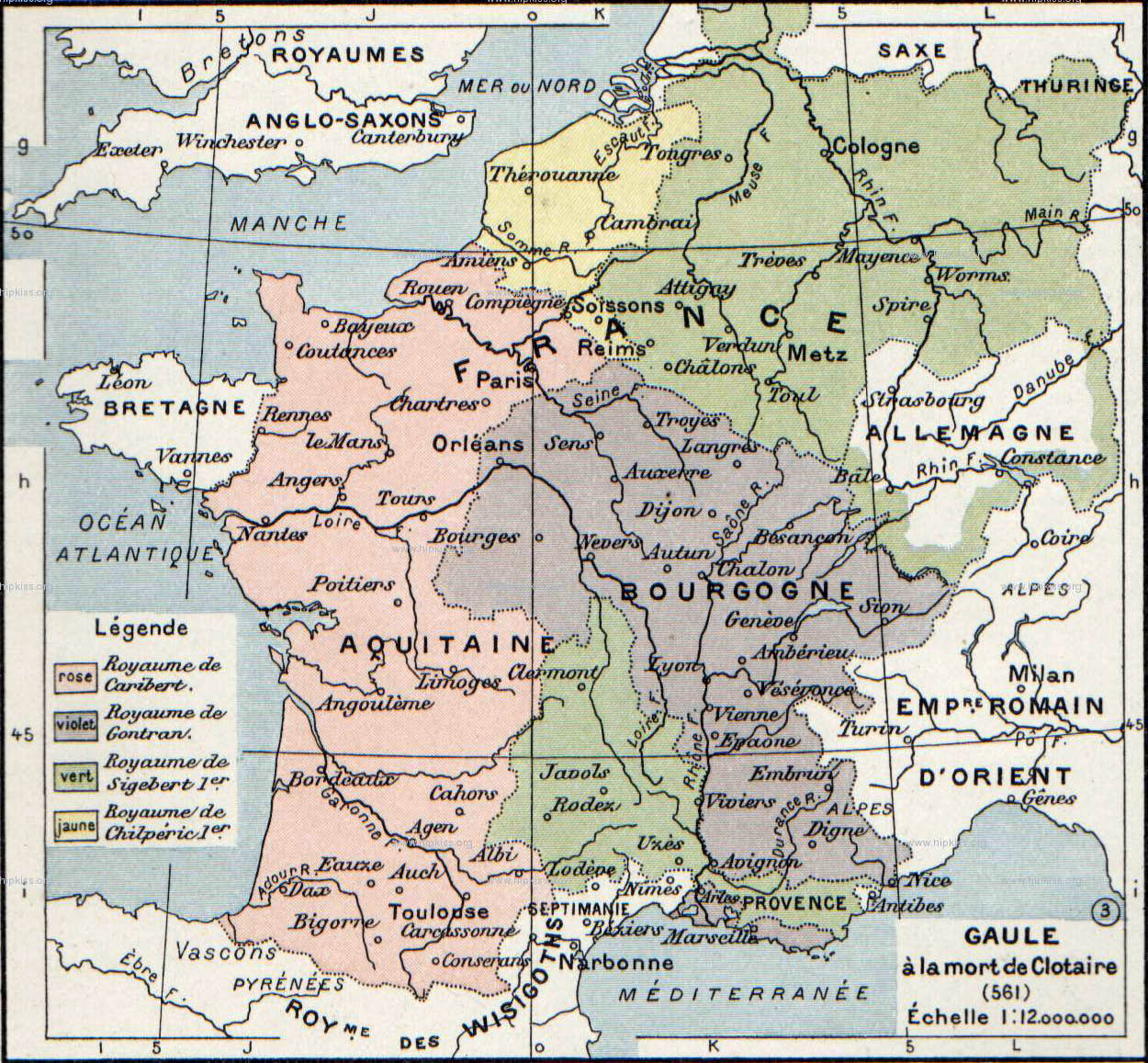
Partició del 561

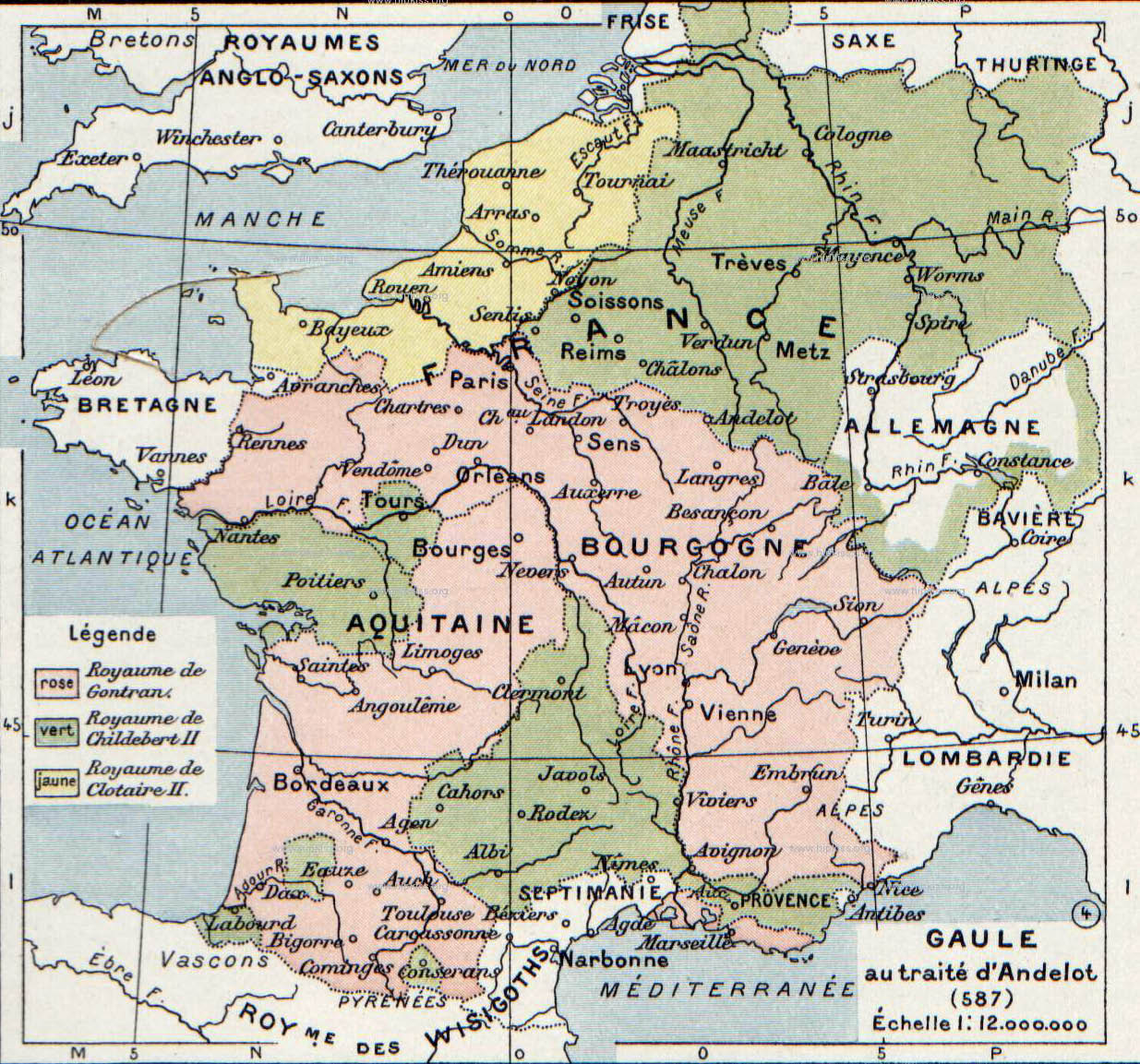
França després del tractat d'Andelot el 587

El tractat d'Andelot fou un acord de pau signat el 28 de novembre de 587.
Guntram de Borgonya, per cimentar la pau i la bona avinença amb el seu nebot Khildebert II d'Austràsia va proposar la signatura del tractat per arranjar totes les diferències que restaven entre els dos països (Borgonya incloent Nèustria i Austràsia).
La conferència es va fer a Andelot a la diòcesi de Langres (moderna Andelot-Blancheville prop de Chaumont a l'Alt Marne) als límit entre els estats dels dos reis. Hi van assistir el rei Guntram, el rei Khildebert II, la seva germana Clodosinda o Clodosvinda, la seva mare Brunilda o Brunequilda, l'esposa del rei Faileuba, el conseller Magneric de Trèveris i diversos bisbes i nobles de les dues corts.
En aquest moment Guntram era el rei principal dominant de fet tots els territoris que foren de Caribert I, excepte els que havia deixat o retornat a Khildebert II des del 585, que no eren tots els que havien correspost a Sigebert I el pare de Khildebert. La restitució dels que mancaven fou arranjada i quant a París es va establir que Guntram només tindria de per vida un terç de París, del Dunois (Châteaudun) i del Vendomois (Vendôme), i una part del país de Chartres i d'Étampes, i es va acordar que tots els països de l'herència de Caribert governats de per vida per Guntram passarien a Khildebert a la mort del seu oncle. Guntran va reconèixer o confirmar pel tractat al seu nebot el Poitou, la Turena, l'Albigès, el Coserans, Labourd, la diòcesi d'Aire (Aire-sur-l'Adour), la de Meaux, la d'Avranches i una part de la vila de Senlis que Sigebert havia tingut en quant
 un terç com a hereu del seu germà Caribert. Abans del tractat Khildebert es creu que ja gaudia de Poitou, Turena, Bearn i la diòcesi d'Aire, ja que segons esmenta Gregori de Tours, aquests territoris estaven des de vers 586 sota govern del duc Ennodi (Ennodius), nomenat per Khildebert (així doncs aquests territoris només li haurien estat confirmats), i la resta els va rebre efectivament després del tractat, segurament ja el 588.
El tractat també va establir que si Khildebert II moria abans que Guntram, aquest heretaria al seu nebot; si moria Guntram primer, el nebot era confirmat com a hereu. Els fills de Khildebert II, Teodobert i Teodoric, quedaven com a hereus expectants fins a la mort de Guntram. La mare de Khildebert, Brunilda (Brunequilda) va reclamar la restitució del Bordelès (Bordelois), Llemosí, Bearn, Bigorra i Carci que li havien estat cedits a la mort de la reina Galsvinda (Galsinda i Galswintha), la seva germana, i dels que el rei Guntram s'havia apoderat com a part de la successió de Caribert; finalment es va acordar que Brunilda rebria només el Carci i els altres territoris reclamats quedarien sota govern de Guntram fins a la seva mort, i llavors retornarien a Brunilda o als seus hereus. És possible que després del tractat Brunilda s'hagués retirat al Carci i hi hagués restat, però no n'hi ha proves; se sap que va fer construir el castell de Bruniquel al que va donar el seu nom (Castrum Brunichildis), el qual estava situat a la frontera de l'Albigès
També es va fer intercanvi de presoners: els austrasians van entregar al duc Guntram Bosó i els borgonyons a Dinami de Marsella i un duc de nom Llop. Khildebert es comprometia a protegir la princesa Clotilde, la filla de Guntram, a la mort d'aquest, i si Khildebert II moria primer, Guntram protegiria als dos fills d'aquell Teodebert II i Teodoric II, i els designaria hereus dels dos regnes. Guntram tanmateix protegiria a la reina mare Brunilda o Brunequilda, a la germana del rei austrasià Clodosinda, i a la reina Faileuba. Brunilda era reconeguda com a reina i signava el tractat.
Altres aspectes feien referència al jurament de fidelitat dels senyors a Khildebert II, de la prohibició d'acollir fugitius d'un regne en els dominis de l'altra, de la lliure circulació de viatgers i mercaderies entre els dos regnes i l'acord que les donacions fetes per un rei restarien en vigor amb el canvi de sobirà o quan el territori fos partit.
Com a decisió vinculada a aquest tractat cal considerar l'autorització de Guntram pel matrimoni de Clodosinda amb el rei visigot Recared, al que fins llavors s'havia oposat.
Després de la signatura els dos reis van jurar respectar el pacte, van intercanviar regals i es van abraçar en signe de pau.